# 北部ガルベード州
北部ガルベード州（ほくぶガルベードしゅう、Woqooyi Galbeed、オコーイ・ガルベード州とも）はソマリアの州（Gobol）の一つ。
また、マローディ・ジェーハ州（Maroodi Jeex）とも呼ばれるが、こちらは事実上独立しているソマリランドの州の一つであり、範囲が異なる。
州都はハルゲイサ。ハルゲイサは、ソマリランドの首都でもある。

## ソマリア（北部ガルベード州）
ソマリア政府及び国際的には北部ガルベード州と呼ばれることが多く、右の統計や位置図もこれに従っている。その為、右の各種基礎情報はソマリランドの定めたマローディ・ジェーハ州のものではない。

### 歴史
そもそもこの地域は第二次世界大戦前後、イギリス領ソマリランドとされ、イギリスの支配下にあった。その後、数日の独立期間を挟んでイタリア領ソマリランドと合併され、ソマリア共和国となる。
しかし、政情不安と共にソマリア内戦が勃発。すると、元イギリス領ソマリランド地域は独立宣言を行い、現在のソマリランド共和国となった。

### 隣接州
- サナーグ州
- トゲアー州
- ソマリ州
- アウダル州

### 下位行政区画
北部ガルベード州は、3つの地区（Degma）に分かれる。人口値は2005年推計。
- ベルベラ地区（en:Berbera District）：60,753人
- ガビレイ地区（en:Gabiley District）：79,564人
- ハルゲイサ地区（en:Hargeisa District）：560,028人

### 主要都市
- ベルベラ
- ガビレイ（en:Gabiley）
- ハルゲイサ : 州都。
- en:Tog Wajaale（Wajaaleとも。）

## ソマリランド（マローディ・ジェーハ州）
独立宣言を行ったソマリランド下では、マローディ・ジェーハ州と呼ばれている。なお、前述した北部ガルベード州とは違うので注意。

### 歴史

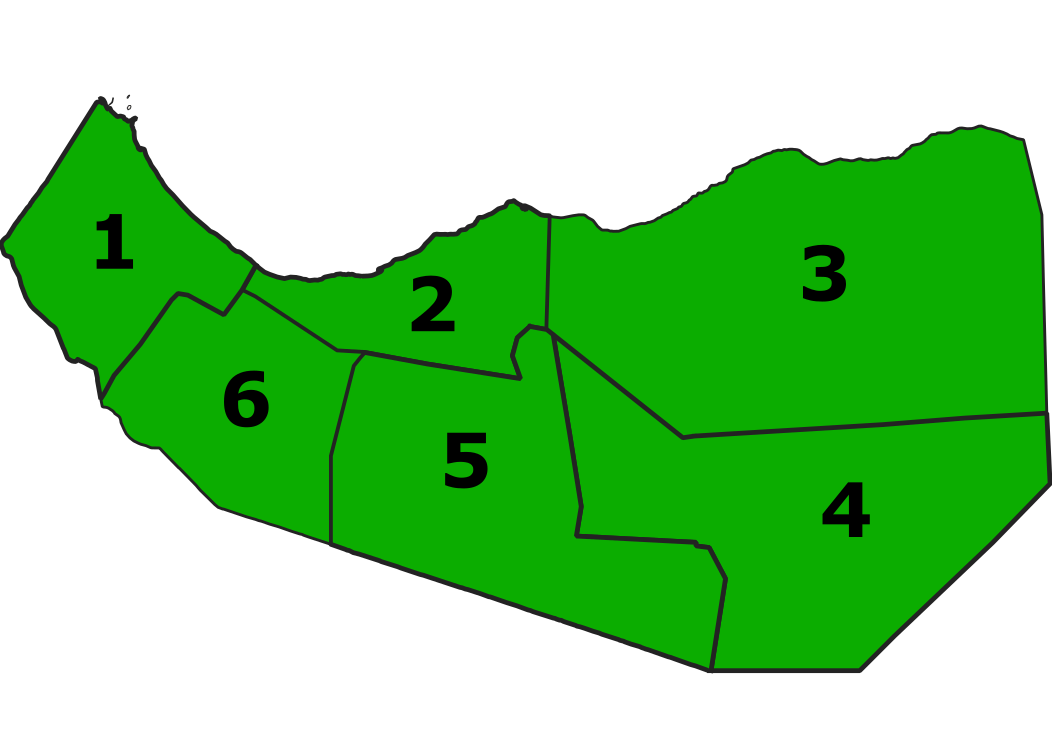
独立宣言～2008年までのソマリランドの行政区画。
No.6がマローディ・ジェーハ州。

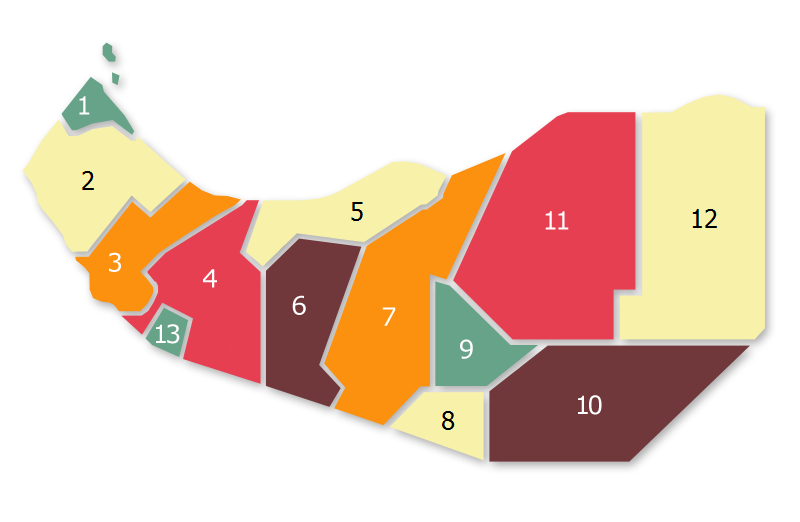
2008年以降の行政区画。
マローディ・ジェーハ州はNo.4。

政治的に分離したソマリランドでは当初、オコーイ・ガルベード州、北西州と呼ばれており、ソマリア時代の北部ガルベード州の海岸部分を切り離した範囲であった。
2008年5月15日、ソマリランドの行政区画が変更され、これに伴ってマローディ・ジェーハ州に名称を変更、範囲も形から変更され、小さくなった。